# 胸腔ドレナージ
胸腔ドレナージ（きょうくうドレナージ、Chest tube、胸腔ドレーン、胸部カテーテル、肋間ドレーン）は、胸壁を切開し、胸腔にチューブを挿入する医療技術である。主に何らかの疾患によって胸腔内に溜まった余分な空気、体液（胸水、血液、胆汁）、膿胸などの分泌液を体外に排出するための処置として行われる。

## 適用される主な疾患
- 気胸 - 胸腔内に蓄積した空気の排出
- 胸水
  - 乳び胸 - 胸膜腔内のリンパ液の排出
  - 膿胸
  - 血胸 - 胸腔中の血液の排出
  - 水胸

## 合併症
胸腔ドレナージ処置後の主な合併症は、出血、感染、肺水腫などがある。 チューブが胸膜腔より下に挿入されている場合、肝臓、脾臓または横隔膜を傷つける恐れがある。挿入位置によっては 胸部大動脈および心臓を傷づける危険性があるため、処置には十分な注意が必要である。
軽度の合併症では、皮下の血腫、不安、息切れ（呼吸困難）、咳などの症状が現れる場合がある。 ほとんどの場合は、治療が終了してチューブが除去された後であれば、ドレナージに起因する痛みは消えるが、肋間の瘢痕に関連する肋間神経痛などの慢性痛はよくあり、珍しい事ではない。

## ドレナージ排液装置
カテーテル

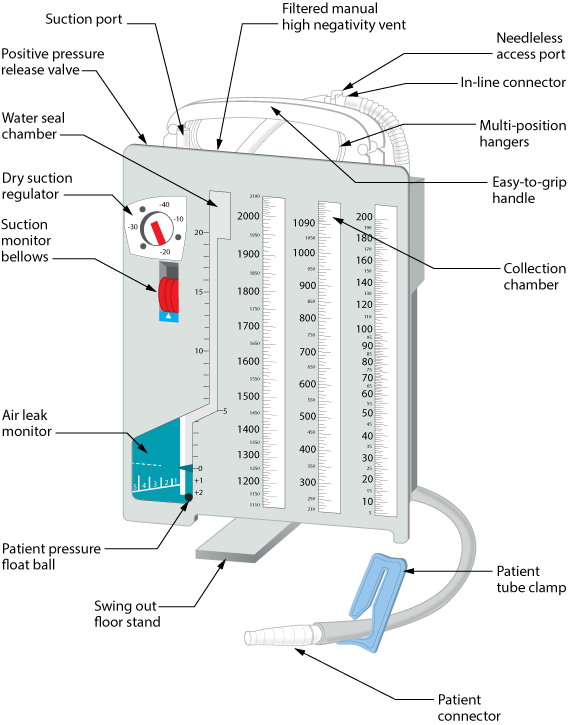
現代的な装置の排液系統図

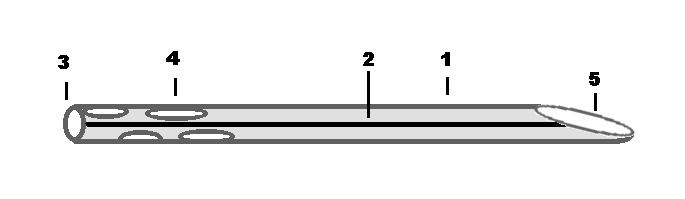
カテーテルのサイズ:
成人男性 = 28–32 Fr
Pp
成人女性 = 28 Fr
子供 = 18 Fr
新生児 = 12–14 Fr

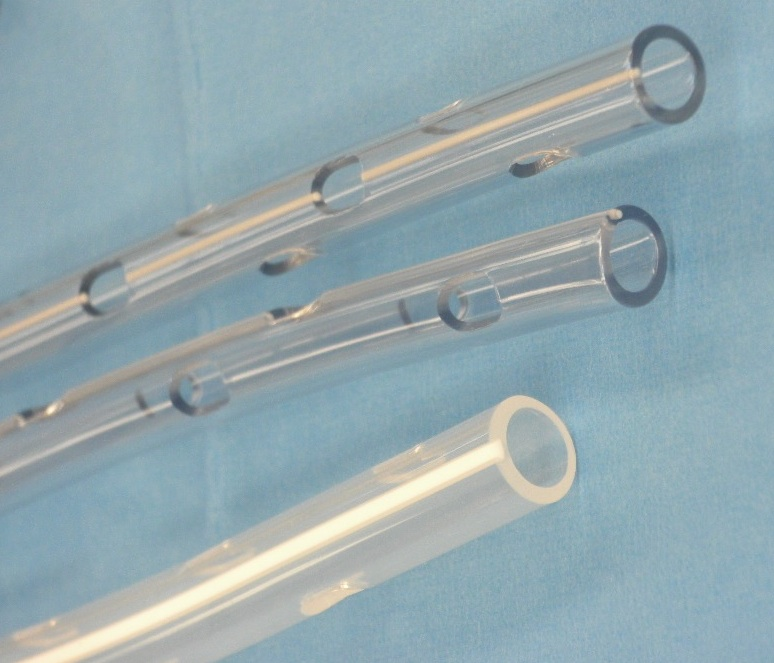
カテーテル先端の排液孔

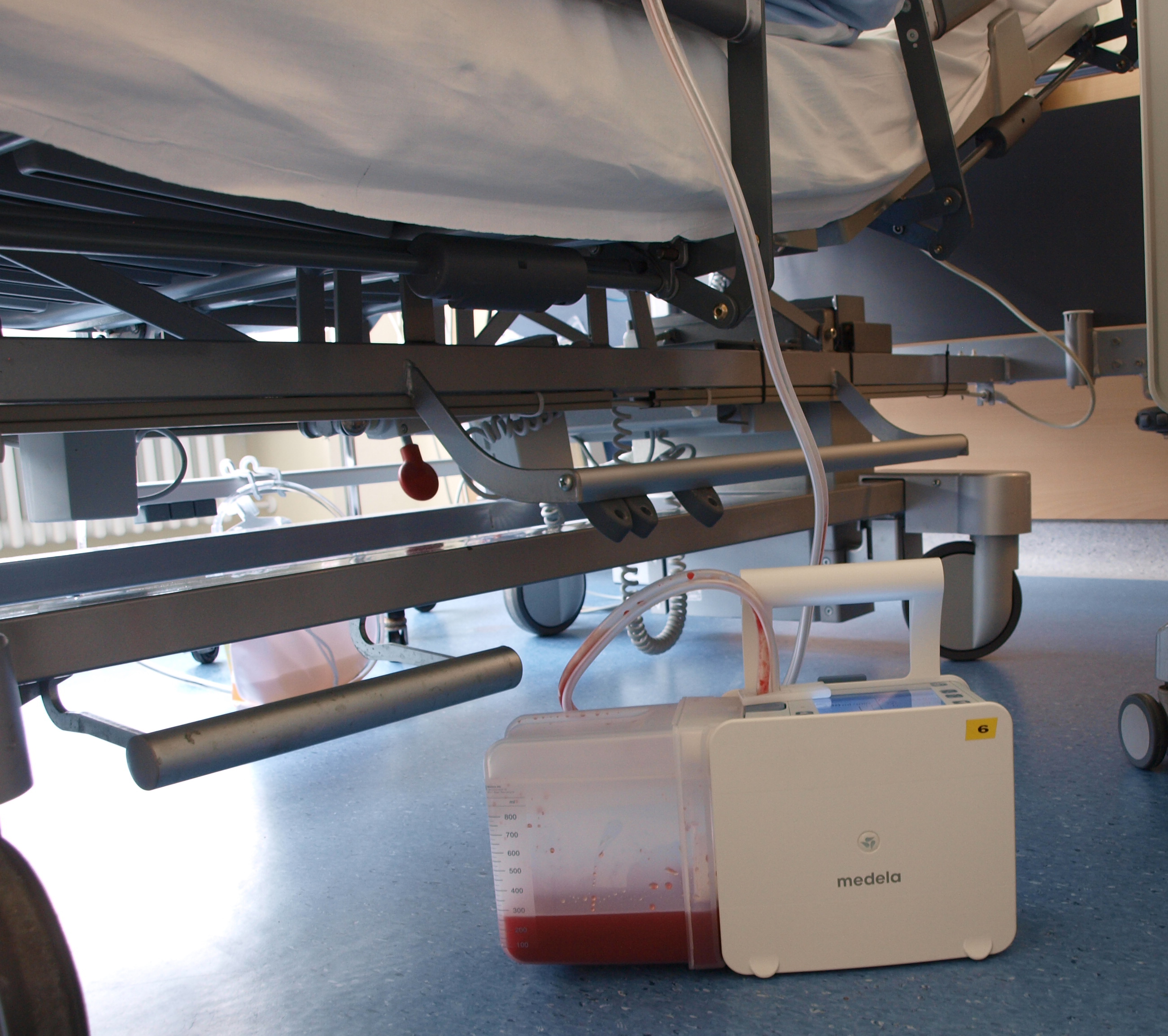
ポータブルデジタル管理システム

胸腔ドレナージで用いられるカテーテルは、ポリ塩化ビニルや軟質シリコーンのような透明プラスチックでできている。カテーテル外径サイズは、フレンチスケールをベースに管理されており、外径サイズは6〜40フレンチの範囲がある。成人の場合、20 〜40フレンチ（外径6.7〜13.3ミリメートル）で、子供の場合は6〜26フレンチが一般的である。
排液システム
ドレナージ排液装置では、体内の空気、血液、滲出液などを体外へ排出するシステムが備えられている。一般的に用いられている排液装置は、3系統に分かれた密閉タンクを装備し、タンク内の圧力差で排液するシステムが採用されている。
第1タンクは、胸部から排出される体液を溜めておく領域である。第2タンクでは空気を逃がし、また排液が胸部への逆流を防ぐウォーターシールといわれる弁の役割を持つ。患者が普段の呼吸で空気を吐いたり咳き込んだ時に、第2タンクで空気の泡立ちが発生する場合がある。この原理を用い、気胸などによって胸腔内に空気が漏れ出ているか、もしくは切開部に隙間ができ空気漏れが発生している可能性を予見できるため、継続的な観察が必要となる。
第3タンクは、吸引と陰圧制御を行う領域である。このタンク内の水位を調節する事によって、胸腔にかかる陰圧を管理できる。

## 処置方法
胸腔切開術
胸腔ドレナージ術の方法は、医学雑誌のNEJMに記載されている。カテーテルの挿入のための切開位置は、イギリス胸部疾患学会によれば安全ゾーンと呼ばれる位置が推奨されている。位置的には胸部の側方、腋の下から乳首辺りまで。中腋窩線のわずかに前方の第5肋間が望ましい。
切開する際は、局所麻酔下で行うことが一般的である。挿入領域上の皮膚は、まずポビドンヨードなどの消毒溶液で滅菌消毒する。局所麻酔薬は皮膚および筋膜に注入し、麻酔が効いてきたら、皮膚とその下にある筋肉を小さく切開し、ここから管を挿入する。患者の苦痛が大きい場合は、必要に応じて麻酔を追加投与する。管を所定の位置に挿入したら、管が抜けるするのを防止するために皮膚を縫合し、その領域を創傷被覆剤で処置する。処置が終わると、胸部のX線写真を撮影して管の位置を確認する。チューブは、除去されるべき空気または流体がある限り、抜去せずそのままにする。
また管の挿入中は強い痛みを伴うため、必要に応じて鎮痛剤を処方する事が好ましい。